# Majorijan
Majorijan (latinsko Flavius Iulius Valerius Maiorianus Augustus) je bil cesar Zahodnega rimskega cesarstva, ki je vladal od leta 457 do 461, * okoli 420, † 7. avgust 461.
Majorijan je kot odličen general rimske armade leta 457 odstavil cesarja Avita in zasedel rimski prestol. Bil je eden od zadnjih cesarjev, ki si je prizadeval obnoviti Zahodno rimsko cesarstvo, ki je takrat obsegalo samo še Italijo, Dalmacijo in del severne Galije. Kot cesar se je tri leta brez tuje pomoči nepopustljivo vojskoval s sovražniki cesarstva. Njegovi nasledniki do dokončnega propada cesarstva leta 476/480 so bili samo orodje v rokah svojih barbarskih generalov ali cesarji, ki jih je izbral in nadziral dvor  Vzhodnega rimskega cesarstva.
Po odbitem napadu Vandalov na Italijo se  je Majorijan  odpravil na pohod proti Vizigotskemu kraljestvu v južni Galiji. V bitki pri Arlesu je premagal kralja Teoderika II. in prisilil Vizigote, da so zapustili svoje posesti v Septimaniji in Hispaniji in se vrnili na položaj federatov. Majorijan nato je nato napadel Burgundsko kraljestvo, ga po obleganju Lugdunuma (sedanji Lyon) premagal in pregnal iz doline Rone. Tudi Burgundom je vsilil položaj  federatov.
Leta 460 je zapustil Galijo, da bi utrdil svoj položaj v Hispaniji. Njegovi generali so krenili na pohod proti Svebskemu kraljestvu v severozahodni Hispaniji, jih v bitkah pri Lucus Augusti in Scallabisu porazili in jih prisilili na položaj federatov. Njegovo vojno ladjevje, ki je krenilo v Afriko proti Vandalom, so zaradi izdaje uničili.
Majorijan je poskušal reformirati državno upravo in jo narediti bolj učinkovito in pravično. Njegovim reformam se je nezadovoljna senatska aristokracija uprla in ga s pomočjo vplivnega generala Ricimerja odstavila in ubila.